# Francesco Fortunati
Francesco Fortunati (Firenze, 1460 circa – 1528) è stato un religioso italiano, fu tra i tutori di Giovanni dalle Bande Nere.

## Biografia
Noto alla storia come "il pievano" di Cascina, divenne amico di Lorenzo il Popolano e di Giovanni il Popolano, del ramo dei "Popolani" di casa Medici. 
Agli inizi del Cinquecento si trasferì a Forlì dove conobbe la signora del luogo, Caterina Sforza. Alla sua morte nel 1509 lasciò scritto nel testamento che il Fortunati avrebbe dovuto occuparsi, assieme a Jacopo Salviati, della tutela e dell'educazione dell'ultimo figlio Giovanni, nato nel 1498 e destinato a diventare il famoso condottiero. Rimase per alcuni anni in contatti epistolari con Giovanni mentre questi svolgeva il mestiere di uomo d'armi.
Morì nel 1528.